# Khayam Gutta Gudishetti Halli, Hunsur
Khayam Gutta Gudishetti Halli là một làng thuộc tehsil Hunsur, huyện Mysore, bang Karnataka, Ấn Độ.